# 마르그레테 1세
마르그레테 1세(덴마크어: Margrete I, 노르웨이어: Margrete I, 본명: 마르그레테 발데마르스다테르(덴마크어: Margrete Valdemarsdatter, 노르웨이어: Margrete Valdemarsdatter, 스웨덴어: Margareta Valdemarsdotter 마르가레타 발데마르스도테르[*]), 1353년 ~ 1412년 10월 28일)는 덴마크와 노르웨이의 섭정을 지냈던 왕족으로 에스트리센가 출신이다.
엄밀한 의미에서 여왕은 아니었으나 덴마크(재위: 1387년 8월 10일 ~ 1412년 10월 28일), 노르웨이(재위: 1387년 8월 3일 ~ 1412년 10월 28일), 스웨덴(재위: 1389년 2월 24일 ~ 1412년 10월 28일) 3개국의 공동 군주를 역임했다. 덴마크에서 마르그레테 1세는 마르그레테 2세와 구별하기 위해 마르그레테 1세로 알려져 있다.

## 생애
1353년 덴마크의 발데마르 4세 국왕의 둘째 딸로 태어났다. 1363년 노르웨이의 호콘 6세 국왕과 결혼하였으며 1375년 아버지가 죽자 아들인 올라프 2세를 덴마크의 왕위에 앉혔다. 울라프는 당시 다섯 살에 불과했기 때문에 그녀가 섭정이 되었고, 5년 뒤 호콘 6세가 죽자 올라프는 2세 노르웨이의 올라프 4세 국왕으로 즉위했다.
덴마크와 노르웨이 양국의 섭정이 된 마르그레테는 어린 아들을 대신해 두 나라의 실질적인 지배자였다. 1387년 올라프 2세가 요절하자 마르그레테에게는 덴마크와 노르웨이의 차기 국왕을 선출할 수 있는 권리가 주어졌다. 마르그레테는 언니의 손자인 포메라니아의 에리크를 노르웨이의 에리크 3세 국왕으로 앉혔고, 덴마크에서는 에리크 7세 국왕, 스웨덴에서는 에리크 13세 국왕으로 즉위시켰다. 이로써 덴마크를 중심으로 하는 북유럽 3국의 국가 연합이자 동군연합인 칼마르 동맹이 성립하였으며 이 연합은 1523년까지 지속되었다. 마르그레테는 덴마크의 지배를 받고 있던 플렌스부르크 항구에 있는 그녀의 배에서 갑작스러운 죽음을 맞았다.